# Sedi metropolitane della Chiesa cattolica
La sede episcopale più importante della provincia ecclesiastica Chiesa cattolica di rito latino è detta arcidiocesi metropolitana, dalla quale dipendono le altre sedi, dette suffraganee. Nella Chiesa cattolica di rito orientale, invece prende il nome di arcieparchia. Ad esse si affiancano poi i patriarcati, che rappresentano una diocesi madre, dalla quale sono originate tutte le altre diocesi suffraganee, sia vescovili (eparchie) sia arcivescovili (metropolie).
Attualmente le sedi metropolitane esistenti sono:
- 152 in Europa (141 arcidiocesi, 9 arcieparchie e 2 patriarcati), di cui:
  - 42 in Italia
  - 18 in Francia
  - 15 in Polonia
  - 14 in Spagna
- 108 in America Meridionale (107 arcidiocesi e 1 arcieparchia), di cui:
  - 49 in Brasile
  - 14 rispettivamente in Argentina e in Colombia
- 93 in America del Nord ed in America centrale (90 arcidiocesi e 3 arcieparchie), di cui:
  - 37 negli Stati Uniti d'America
  - 19 in Messico
  - 18 in Canada
- 98 in Africa (95 arcidiocesi, 2 arcieparchie e 1 patriarcato)
- 118 in Asia (96 arcidiocesi, 18 arcieparchie e 3 patriarcati), di cui:
  - 31 in India
  - 20 in Cina (tutte vacanti)
  - 16 nelle Filippine
- 13 arcidiocesi in Oceania

L'elenco seguente riporta le arcidiocesi e le arcieparchie metropolitane della Chiesa Cattolica, suddivise nelle nazioni dei diversi continenti.

## Sedi metropolitane in Africa
| Paese                            | Sede metropolitana                   | Metropolita                                    |                                  |
| -------------------------------- | ------------------------------------ | ---------------------------------------------- | -------------------------------- |
| Algeria                          | Arcidiocesi di Algeri                | cardinale Jean-Paul Vesco, O.P.                |                                  |
| Angola                           | Arcidiocesi di Luanda                | Filomeno do Nascimento Vieira Dias             |                                  |
| Angola                           | Arcidiocesi di Huambo                | Zeferino Zeca Martins, S.V.D.                  |                                  |
| Angola                           | Arcidiocesi di Lubango               | Gabriel Mbilingi, C.S.Sp.                      |                                  |
| Angola                           | Arcidiocesi di Malanje               | Luzizila Kiala                                 |                                  |
| Angola                           | Arcidiocesi di Saurimo               | José Manuel Imbamba                            |                                  |
| Benin                            | Arcidiocesi di Cotonou               | Roger Houngbédji, O.P.                         |                                  |
| Benin                            | Arcidiocesi di Parakou               | Pascal N'Koué                                  |                                  |
| Botswana                         | Non ha arcidiocesi metropolitane     | Non ha arcidiocesi metropolitane               | Non ha arcidiocesi metropolitane |
| Burkina Faso                     | Arcidiocesi di Ouagadougou           | Prosper Kontiebo, M.I.                         |                                  |
| Burkina Faso                     | Arcidiocesi di Bobo-Dioulasso        | Laurent Birfuoré Dabiré                        |                                  |
| Burkina Faso                     | Arcidiocesi di Koupéla               | Gabriel Sayaogo                                |                                  |
| Burundi                          | Arcidiocesi di Gitega                | Bonaventure Nahimana                           |                                  |
| Burundi                          | Arcidiocesi di Bujumbura             | Gervais Banshimiyubusa                         |                                  |
| Camerun                          | Arcidiocesi di Bamenda               | Andrew Nkea Fuanya                             |                                  |
| Camerun                          | Arcidiocesi di Bertoua               | Joseph Atanga, S.I.                            |                                  |
| Camerun                          | Arcidiocesi di Douala                | Samuel Kleda                                   |                                  |
| Camerun                          | Arcidiocesi di Garoua                | Faustin Ambassa Ndjodo, C.I.C.M.               |                                  |
| Camerun                          | Arcidiocesi di Yaoundé               | Jean Mbarga                                    |                                  |
| Capo Verde                       | Non ha arcidiocesi metropolitane     | Non ha arcidiocesi metropolitane               | Non ha arcidiocesi metropolitane |
| Ciad                             | Arcidiocesi di N'Djamena             | Edmond Djitangar                               |                                  |
| Comore                           | Non ha arcidiocesi metropolitane     | Non ha arcidiocesi metropolitane               | Non ha arcidiocesi metropolitane |
| Costa d'Avorio                   | Arcidiocesi di Abidjan               | cardinale Ignace Bessi Dogbo                   |                                  |
| Costa d'Avorio                   | Arcidiocesi di Bouaké                | Jacques Assanvo Ahiwa                          |                                  |
| Costa d'Avorio                   | Arcidiocesi di Gagnoa                | Jean-Jacques Koffi Oi Koffi                    |                                  |
| Costa d'Avorio                   | Arcidiocesi di Korhogo               | Armand Koné                                    |                                  |
| Egitto                           | Patriarcato di Alessandria dei Copti | Ibrahim Sidrak                                 |                                  |
| Eritrea                          | Arcieparchia di Asmara               | Menghesteab Tesfamariam, M.C.C.I.              |                                  |
| eSwatini                         | Non ha arcidiocesi metropolitane     | Non ha arcidiocesi metropolitane               | Non ha arcidiocesi metropolitane |
| Etiopia                          | Arcieparchia di Addis Abeba          | cardinale Berhaneyesus Souraphiel, C.M.        |                                  |
| Gabon                            | Arcidiocesi di Libreville            | Jean-Patrick Iba-Ba                            |                                  |
| Gambia                           | Non ha arcidiocesi metropolitane     | Non ha arcidiocesi metropolitane               | Non ha arcidiocesi metropolitane |
| Ghana                            | Arcidiocesi di Accra                 | John Bonaventure Kwofie, C.S.Sp.               |                                  |
| Ghana                            | Arcidiocesi di Cape Coast            | Gabriel Charles Palmer-Buckle                  |                                  |
| Ghana                            | Arcidiocesi di Kumasi                | Gabriel Justice Yaw Anokye                     |                                  |
| Ghana                            | Arcidiocesi di Tamale                | Philip Naameh                                  |                                  |
| Gibuti                           | Non ha arcidiocesi metropolitane     | Non ha arcidiocesi metropolitane               | Non ha arcidiocesi metropolitane |
| Guinea                           | Arcidiocesi di Conakry               | Vincent Coulibaly                              |                                  |
| Guinea Equatoriale               | Arcidiocesi di Malabo                | Juan Nsue Edjang Mayé                          |                                  |
| Guinea-Bissau                    | Non ha arcidiocesi metropolitane     | Non ha arcidiocesi metropolitane               | Non ha arcidiocesi metropolitane |
| Kenya                            | Arcidiocesi di Kisumu                | Maurice Muhatia Makumba                        |                                  |
| Kenya                            | Arcidiocesi di Mombasa               | Martin Musonde Kivuva                          |                                  |
| Kenya                            | Arcidiocesi di Nairobi               | Philip Arnold Subira Anyolo                    |                                  |
| Kenya                            | Arcidiocesi di Nyeri                 | Anthony Muheria                                |                                  |
| Lesotho                          | Arcidiocesi di Maseru                | Gerard Tlali Lerotholi, O.M.I.                 |                                  |
| Liberia                          | Arcidiocesi di Monrovia              | Gabriel Blamo Jubwe                            |                                  |
| Libia                            | Non ha arcidiocesi metropolitane     | Non ha arcidiocesi metropolitane               | Non ha arcidiocesi metropolitane |
| Madagascar                       | Arcidiocesi di Antananarivo          | Jean de Dieu Raoelison                         |                                  |
| Madagascar                       | Arcidiocesi di Antsiranana           | Benjamin Marc Ramaroson, C.M.                  |                                  |
| Madagascar                       | Arcidiocesi di Fianarantsoa          | Fulgence Rabemahafaly                          |                                  |
| Madagascar                       | Arcidiocesi di Toamasina             | cardinale Désiré Tsarahazana                   |                                  |
| Madagascar                       | Arcidiocesi di Toliara               | Gustavo Bombín Espino, O.SS.T.                 |                                  |
| Malawi                           | Arcidiocesi di Lilongwe              | George Desmond Tambala, O.C.D.                 |                                  |
| Malawi                           | Arcidiocesi di Blantyre              | Thomas Luke Msusa, S.M.M.                      |                                  |
| Mali                             | Arcidiocesi di Bamako                | Robert Cissé                                   |                                  |
| Marocco                          | Non ha arcidiocesi metropolitane     | Non ha arcidiocesi metropolitane               | Non ha arcidiocesi metropolitane |
| Mauritania                       | Non ha arcidiocesi metropolitane     | Non ha arcidiocesi metropolitane               | Non ha arcidiocesi metropolitane |
| Mauritius                        | Non ha arcidiocesi metropolitane     | Non ha arcidiocesi metropolitane               | Non ha arcidiocesi metropolitane |
| Mozambico                        | Arcidiocesi di Beira                 | Claudio Dalla Zuanna, S.C.I.                   |                                  |
| Mozambico                        | Arcidiocesi di Maputo                | João Carlos Hatoa Nunes                        |                                  |
| Mozambico                        | Arcidiocesi di Nampula               | Inácio Saúre, I.M.C.                           |                                  |
| Namibia                          | Arcidiocesi di Windhoek              | Liborius Ndumbukuti Nashenda, O.M.I.           |                                  |
| Niger                            | Arcidiocesi di Niamey                | Djalwana Laurent Lompo                         |                                  |
| Nigeria                          | Arcidiocesi di Abuja                 | Ignatius Ayau Kaigama                          |                                  |
| Nigeria                          | Arcidiocesi di Benin City            | Augustine Obiora Akubeze                       |                                  |
| Nigeria                          | Arcidiocesi di Calabar               | Joseph Effiong Ekuwem                          |                                  |
| Nigeria                          | Arcidiocesi di Ibadan                | Gabriel 'Leke Abegunrin                        |                                  |
| Nigeria                          | Arcidiocesi di Jos                   | Matthew Ishaya Audu                            |                                  |
| Nigeria                          | Arcidiocesi di Kaduna                | Matthew Man-Oso Ndagoso                        |                                  |
| Nigeria                          | Arcidiocesi di Lagos                 | Alfred Adewale Martins                         |                                  |
| Nigeria                          | Arcidiocesi di Onitsha               | Valerian Okeke                                 |                                  |
| Nigeria                          | Arcidiocesi di Owerri                | Lucius Iwejuru Ugorji                          |                                  |
| Repubblica Centraficana          | Arcidiocesi di Bangui                | cardinale Dieudonné Nzapalainga, C.S.Sp.       |                                  |
| Repubblica del Congo             | Arcidiocesi di Brazzaville           | Bienvenu Manamika Bafouakouahou                |                                  |
| Repubblica del Congo             | Arcidiocesi di Pointe-Noire          | Abel Liluala                                   |                                  |
| Repubblica del Congo             | Arcidiocesi di Owando                | Gélase Armel Kema                              |                                  |
| Repubblica Democratica del Congo | Arcidiocesi di Bukavu                | François-Xavier Maroy Rusengo                  |                                  |
| Repubblica Democratica del Congo | Arcidiocesi di Kananga               | Félicien Ntambue Kasembe, C.I.C.M.             |                                  |
| Repubblica Democratica del Congo | Arcidiocesi di Kinshasa              | cardinale Fridolin Ambongo Besungu, O.F.M.Cap. |                                  |
| Repubblica Democratica del Congo | Arcidiocesi di Kisangani             | Marcel Utembi Tapa                             |                                  |
| Repubblica Democratica del Congo | Arcidiocesi di Lubumbashi            | Fulgence Muteba Mugalu                         |                                  |
| Repubblica Democratica del Congo | Arcidiocesi di Mbandaka-Bikoro       | Ernest Ngboko Ngombe, C.I.C.M.                 |                                  |
| Ruanda                           | Arcidiocesi di Kigali                | cardinale Antoine Kambanda                     |                                  |
| São Tomé e Príncipe              | Non ha arcidiocesi metropolitane     | Non ha arcidiocesi metropolitane               | Non ha arcidiocesi metropolitane |
| Senegal                          | Arcidiocesi di Dakar                 | André Gueye                                    |                                  |
| Seychelles                       | Non ha arcidiocesi metropolitane     | Non ha arcidiocesi metropolitane               | Non ha arcidiocesi metropolitane |
| Sierra Leone                     | Arcidiocesi di Freetown              | Charles Edward Tamba                           |                                  |
| Somalia                          | Non ha arcidiocesi metropolitane     | Non ha arcidiocesi metropolitane               | Non ha arcidiocesi metropolitane |
| Sudafrica                        | Arcidiocesi di Bloemfontein          | Zolile Peter Mpambani, S.C.I.                  |                                  |
| Sudafrica                        | Arcidiocesi di Città del Capo        | sede vacante                                   |                                  |
| Sudafrica                        | Arcidiocesi di Durban                | Mandla Siegfried Jwara, C.M.M.                 |                                  |
| Sudafrica                        | Arcidiocesi di Johannesburg          | cardinale Stephen Brislin                      |                                  |
| Sudafrica                        | Arcidiocesi di Pretoria              | Dabula Anthony Mpako                           |                                  |
| Sudan                            | Arcidiocesi di Khartoum              | Michael Didi Adgum Mangoria                    |                                  |
| Sudan del Sud                    | Arcidiocesi di Giuba                 | cardinale Stephen Ameyu Martin Mulla           |                                  |
| Tanzania                         | Arcidiocesi di Arusha                | Isaac Amani Massawe                            |                                  |
| Tanzania                         | Arcidiocesi di Dar-es-Salaam         | Jude Thaddaeus Ruwa'ichi, O.F.M.Cap.           |                                  |
| Tanzania                         | Arcidiocesi di Dodoma                | Beatus Kinyaiya, O.F.M.Cap.                    |                                  |
| Tanzania                         | Arcidiocesi di Mbeya                 | Gervas John Mwasikwabhila Nyaisonga            |                                  |
| Tanzania                         | Arcidiocesi di Mwanza                | Renatus Leonard Nkwande                        |                                  |
| Tanzania                         | Arcidiocesi di Songea                | Damian Denis Dallu                             |                                  |
| Tanzania                         | Arcidiocesi di Tabora                | cardinale Protase Rugambwa                     |                                  |
| Togo                             | Arcidiocesi di Lomé                  | sede vacante                                   |                                  |
| Tunisia                          | Non ha arcidiocesi metropolitane     | Non ha arcidiocesi metropolitane               | Non ha arcidiocesi metropolitane |
| Uganda                           | Arcidiocesi di Gulu                  | Raphael p'Mony Wokorach, M.C.C.I.              |                                  |
| Uganda                           | Arcidiocesi di Kampala               | Paul Ssemogerere                               |                                  |
| Uganda                           | Arcidiocesi di Mbarara               | Lambert Bainomugisha                           |                                  |
| Uganda                           | Arcidiocesi di Tororo                | Emmanuel Obbo, A.J.                            |                                  |
| Zambia                           | Arcidiocesi di Lusaka                | Alick Banda                                    |                                  |
| Zambia                           | Arcidiocesi di Kasama                | Ignatius Chama                                 |                                  |
| Zambia                           | Arcidiocesi di Ndola                 | Benjamin S. Phiri                              |                                  |
| Zimbabwe                         | Arcidiocesi di Harare                | Robert Christopher Ndlovu                      |                                  |
| Zimbabwe                         | Arcidiocesi di Bulawayo              | Alex Thomas Kaliyanil, S.V.D.                  |                                  |

## Sedi metropolitane in America Centro-Settentrionale
| Paese                     | Sede metropolitana                                   | Metropolita                                   |                                  |
| ------------------------- | ---------------------------------------------------- | --------------------------------------------- | -------------------------------- |
| Antigua e Barbuda         | Non ha arcidiocesi metropolitane                     | Non ha arcidiocesi metropolitane              | Non ha arcidiocesi metropolitane |
| Bahamas                   | Arcidiocesi di Nassau                                | Patrick Christopher Pinder                    |                                  |
| Barbados                  | Non ha arcidiocesi metropolitane                     | Non ha arcidiocesi metropolitane              | Non ha arcidiocesi metropolitane |
| Belize                    | Non ha arcidiocesi metropolitane                     | Non ha arcidiocesi metropolitane              | Non ha arcidiocesi metropolitane |
| Canada                    | Arcidiocesi di Edmonton                              | sede vacante                                  |                                  |
| Canada                    | Arcidiocesi di Gatineau                              | Paul-André Durocher                           |                                  |
| Canada                    | Arcidiocesi di Grouard-McLennan                      | Gerard Pettipas, C.SS.R.                      |                                  |
| Canada                    | Arcidiocesi di Halifax-Yarmouth                      | Brian Joseph Dunn                             |                                  |
| Canada                    | Arcidiocesi di Keewatin-Le Pas                       | sede vacante                                  |                                  |
| Canada                    | Arcidiocesi di Kingston                              | Michael Mulhall                               |                                  |
| Canada                    | Arcidiocesi di Moncton                               | Guy Desrochers, C.SS.R.                       |                                  |
| Canada                    | Arcidiocesi di Montréal                              | Christian Lépine                              |                                  |
| Canada                    | Arcidiocesi di Ottawa-Cornwall                       | Marcel Damphousse                             |                                  |
| Canada                    | Arcidiocesi di Québec                                | cardinale Gérald Cyprien Lacroix, I.S.P.X.    |                                  |
| Canada                    | Arcidiocesi di Regina                                | Donald Joseph Bolen                           |                                  |
| Canada                    | Arcidiocesi di Rimouski                              | Denis Grondin                                 |                                  |
| Canada                    | Arcidiocesi di Saint-Boniface                        | Albert LeGatt                                 |                                  |
| Canada                    | Arcidiocesi di Saint John's                          | Peter Joseph Hundt                            |                                  |
| Canada                    | Arcidiocesi di Sherbrooke                            | Luc Cyr                                       |                                  |
| Canada                    | Arcidiocesi di Toronto                               | cardinale Frank Leo                           |                                  |
| Canada                    | Arcidiocesi di Vancouver                             | Richard William Smith                         |                                  |
| Canada                    | Arcieparchia di Winnipeg                             | Lawrence Daniel Huculak, O.S.B.M.             |                                  |
| Costa Rica                | Arcidiocesi di San José de Costa Rica                | José Rafael Quirós Quirós                     |                                  |
| Cuba                      | Arcidiocesi di Camagüey                              | Wilfredo Pino Estévez                         |                                  |
| Cuba                      | Arcidiocesi di San Cristóbal de la Habana            | cardinale Juan de la Caridad García Rodríguez |                                  |
| Cuba                      | Arcidiocesi di Santiago di Cuba                      | Dionisio Guillermo García Ibáñez              |                                  |
| Dominica                  | Non ha arcidiocesi metropolitane                     | Non ha arcidiocesi metropolitane              | Non ha arcidiocesi metropolitane |
| El Salvador               | Arcidiocesi di San Salvador                          | José Luis Escobar Alas                        |                                  |
| Giamaica                  | Arcidiocesi di Kingston in Giamaica                  | Kenneth David Oswin Richards                  |                                  |
| Grenada                   | Non ha arcidiocesi metropolitane                     | Non ha arcidiocesi metropolitane              | Non ha arcidiocesi metropolitane |
| Guatemala                 | Arcidiocesi di Santiago di Guatemala                 | Gonzalo de Villa y Vásquez, S.I.              |                                  |
| Guatemala                 | Arcidiocesi di Los Altos, Quetzaltenango-Totonicapán | Víctor Hugo Palma Paúl                        |                                  |
| Haiti                     | Arcidiocesi di Port-au-Prince                        | Max Leroy Mésidor                             |                                  |
| Haiti                     | Arcidiocesi di Cap-Haïtien                           | Launay Saturné                                |                                  |
| Honduras                  | Arcidiocesi di San Pedro Sula                        | Michael Lenihan, O.F.M.                       |                                  |
| Honduras                  | Arcidiocesi di Tegucigalpa                           | José Vicente Nácher Tatay, C.M.               |                                  |
| Messico                   | Arcidiocesi di Acapulco                              | Leopoldo González González                    |                                  |
| Messico                   | Arcidiocesi di Antequera                             | Pedro Vázquez Villalobos                      |                                  |
| Messico                   | Arcidiocesi di Chihuahua                             | Constancio Miranda Weckmann                   |                                  |
| Messico                   | Arcidiocesi di Città del Messico                     | cardinale Carlos Aguiar Retes                 |                                  |
| Messico                   | Arcidiocesi di Durango                               | Faustino Armendáriz Jiménez                   |                                  |
| Messico                   | Arcidiocesi di Guadalajara                           | cardinale José Francisco Robles Ortega        |                                  |
| Messico                   | Arcidiocesi di Hermosillo                            | Ruy Rendón Leal                               |                                  |
| Messico                   | Arcidiocesi di Jalapa                                | Jorge Carlos Patrón Wong                      |                                  |
| Messico                   | Arcidiocesi di León                                  | Jaime Calderón Calderón                       |                                  |
| Messico                   | Arcidiocesi di Monterrey                             | Rogelio Cabrera López                         |                                  |
| Messico                   | Arcidiocesi di Morelia                               | Carlos Garfias Merlos                         |                                  |
| Messico                   | Arcidiocesi di Puebla de los Ángeles                 | Victor Sánchez Espinosa                       |                                  |
| Messico                   | Arcidiocesi di San Luis Potosí                       | Jorge Alberto Cavazos Arizpe                  |                                  |
| Messico                   | Arcidiocesi di Tijuana                               | Francisco Moreno Barrón                       |                                  |
| Messico                   | Arcidiocesi di Tlalnepantla                          | José Antonio Fernández Hurtado                |                                  |
| Messico                   | Arcidiocesi di Toluca                                | Raúl Gómez González                           |                                  |
| Messico                   | Arcidiocesi di Tulancingo                            | Óscar Roberto Domínguez Couttolenc, M.G.      |                                  |
| Messico                   | Arcidiocesi di Tuxtla Gutiérrez                      | José Francisco González González              |                                  |
| Messico                   | Arcidiocesi di Yucatán                               | Gustavo Rodríguez Vega                        |                                  |
| Nicaragua                 | Arcidiocesi di Managua                               | cardinale Leopoldo José Brenes Solórzano      |                                  |
| Panama                    | Arcidiocesi di Panama                                | José Domingo Ulloa Mendieta, O.S.A.           |                                  |
| Repubblica Dominicana     | Arcidiocesi di Santo Domingo                         | Francisco Ozoria Acosta                       |                                  |
| Repubblica Dominicana     | Arcidiocesi di Santiago de los Caballeros            | Héctor Rafael Rodríguez Rodríguez, M.S.C.     |                                  |
| Saint Kitts e Nevis       | Non ha arcidiocesi metropolitane                     | Non ha arcidiocesi metropolitane              | Non ha arcidiocesi metropolitane |
| Saint Vincent e Grenadine | Non ha arcidiocesi metropolitane                     | Non ha arcidiocesi metropolitane              | Non ha arcidiocesi metropolitane |
| Santa Lucia               | Arcidiocesi di Castries                              | Gabriel Malzaire                              |                                  |
| Stati Uniti d'America     | Arcidiocesi di Anchorage-Juneau                      | Andrew Eugene Bellisario, C.M.                |                                  |
| Stati Uniti d'America     | Arcidiocesi di Agaña                                 | Ryan Pagente Jimenez                          |                                  |
| Stati Uniti d'America     | Arcidiocesi di Atlanta                               | Gregory John Hartmayer, O.F.M.Conv.           |                                  |
| Stati Uniti d'America     | Arcidiocesi di Baltimora                             | William Edward Lori                           |                                  |
| Stati Uniti d'America     | Arcidiocesi di Boston                                | Richard Garth Henning                         |                                  |
| Stati Uniti d'America     | Arcidiocesi di Chicago                               | cardinale Blase Joseph Cupich                 |                                  |
| Stati Uniti d'America     | Arcidiocesi di Cincinnati                            | Robert Gerald Casey                           |                                  |
| Stati Uniti d'America     | Arcidiocesi di Denver                                | Samuel Joseph Aquila                          |                                  |
| Stati Uniti d'America     | Arcidiocesi di Detroit                               | Edward Joseph Weisenburger                    |                                  |
| Stati Uniti d'America     | Arcidiocesi di Dubuque                               | Thomas Robert Zinkula                         |                                  |
| Stati Uniti d'America     | Arcidiocesi di Filadelfia                            | Nelson Jesus Perez                            |                                  |
| Stati Uniti d'America     | Arcidiocesi di Galveston-Houston                     | Joe Steve Vásquez                             |                                  |
| Stati Uniti d'America     | Arcidiocesi di Hartford                              | Christopher James Coyne                       |                                  |
| Stati Uniti d'America     | Arcidiocesi di Indianapolis                          | Charles Coleman Thompson                      |                                  |
| Stati Uniti d'America     | Arcidiocesi di Kansas City                           | William Shawn McKnight                        |                                  |
| Stati Uniti d'America     | Arcidiocesi di Las Vegas                             | George Leo Thomas                             |                                  |
| Stati Uniti d'America     | Arcidiocesi di Los Angeles                           | José Horacio Gómez                            |                                  |
| Stati Uniti d'America     | Arcidiocesi di Louisville                            | Shelton Joseph Fabre                          |                                  |
| Stati Uniti d'America     | Arcidiocesi di Miami                                 | Thomas Gerard Wenski                          |                                  |
| Stati Uniti d'America     | Arcidiocesi di Milwaukee                             | Jeffrey Scott Grob                            |                                  |
| Stati Uniti d'America     | Arcidiocesi di Mobile                                | Mark Steven Rivituso                          |                                  |
| Stati Uniti d'America     | Arcidiocesi di Newark                                | cardinale Joseph William Tobin, C.SS.R.       |                                  |
| Stati Uniti d'America     | Arcidiocesi di New Orleans                           | Gregory Michael Aymond                        |                                  |
| Stati Uniti d'America     | Arcidiocesi di New York                              | cardinale Timothy Michael Dolan               |                                  |
| Stati Uniti d'America     | Arcidiocesi di Oklahoma City                         | Paul Stagg Coakley                            |                                  |
| Stati Uniti d'America     | Arcidiocesi di Omaha                                 | Michael George McGovern                       |                                  |
| Stati Uniti d'America     | Arcidiocesi di Portland                              | Alexander King Sample                         |                                  |
| Stati Uniti d'America     | Arcidiocesi di Saint Louis                           | Mitchell Thomas Rozanski                      |                                  |
| Stati Uniti d'America     | Arcidiocesi di Saint Paul e Minneapolis              | Bernard Anthony Hebda                         |                                  |
| Stati Uniti d'America     | Arcidiocesi di San Antonio                           | Gustavo Garcia-Siller, M.Sp.S.                |                                  |
| Stati Uniti d'America     | Arcidiocesi di San Francisco                         | Salvatore Joseph Cordileone                   |                                  |
| Stati Uniti d'America     | Arcidiocesi di San Juan (Porto Rico)                 | Roberto Octavio González Nieves, O.F.M.       |                                  |
| Stati Uniti d'America     | Arcidiocesi di Santa Fe                              | John Charles Wester                           |                                  |
| Stati Uniti d'America     | Arcidiocesi di Seattle                               | Paul Dennis Etienne                           |                                  |
| Stati Uniti d'America     | Arcidiocesi di Washington                            | cardinale Robert Walter McElroy               |                                  |
| Stati Uniti d'America     | Arcieparchia di Filadelfia                           | Borys Gudziak                                 |                                  |
| Stati Uniti d'America     | Arcieparchia di Pittsburgh                           | William Charles Skurla                        |                                  |
| Trinidad e Tobago         | Arcidiocesi di Porto di Spagna                       | Charles Jason Gordon                          |                                  |

## Sedi metropolitane in America Meridionale
| Paese     | Sede metropolitana                                              | Metropolita                                         |                                  |
| --------- | --------------------------------------------------------------- | --------------------------------------------------- | -------------------------------- |
| Argentina | Arcidiocesi di Bahía Blanca                                     | Carlos Azpiroz Costa, O.P.                          |                                  |
| Argentina | Arcidiocesi di Buenos Aires                                     | Jorge Ignacio García Cuerva                         |                                  |
| Argentina | Arcidiocesi di Córdoba                                          | cardinale Ángel Sixto Rossi, S.I.                   |                                  |
| Argentina | Arcidiocesi di Corrientes                                       | José Adolfo Larregain, O.F.M.                       |                                  |
| Argentina | Arcidiocesi di La Plata                                         | Gustavo Oscar Carrara                               |                                  |
| Argentina | Arcidiocesi di Mendoza                                          | Marcelo Daniel Colombo                              |                                  |
| Argentina | Arcidiocesi di Mercedes-Luján                                   | Jorge Eduardo Scheinig                              |                                  |
| Argentina | Arcidiocesi di Paraná                                           | Raúl Martín                                         |                                  |
| Argentina | Arcidiocesi di Resistencia                                      | Ramón Alfredo Dus                                   |                                  |
| Argentina | Arcidiocesi di Rosario                                          | Eduardo Eliseo Martín                               |                                  |
| Argentina | Arcidiocesi di Salta                                            | Mario Antonio Cargnello                             |                                  |
| Argentina | Arcidiocesi di San Juan de Cuyo                                 | Jorge Eduardo Lozano                                |                                  |
| Argentina | Arcidiocesi di Santa Fe de la Vera Cruz                         | Sergio Alfredo Fenoy                                |                                  |
| Argentina | Arcidiocesi di Tucumán                                          | Carlos Alberto Sánchez                              |                                  |
| Bolivia   | Arcidiocesi di Cochabamba                                       | Oscar Omar Aparicio Céspedes                        |                                  |
| Bolivia   | Arcidiocesi di La Paz                                           | Percy Lorenzo Galván Flores                         |                                  |
| Bolivia   | Arcidiocesi di Santa Cruz de la Sierra                          | René Leigue Cesari                                  |                                  |
| Bolivia   | Arcidiocesi di Sucre                                            | Ricardo Ernesto Centellas Guzmán                    |                                  |
| Brasile   | Arcidiocesi di Aparecida                                        | Orlando Brandes                                     |                                  |
| Brasile   | Arcidiocesi di Aracaju                                          | Josafá Menezes da Silva                             |                                  |
| Brasile   | Arcidiocesi di Belém do Pará                                    | Júlio Endi Akamine, S.A.C.                          |                                  |
| Brasile   | Arcidiocesi di Belo Horizonte                                   | Walmor Oliveira de Azevedo                          |                                  |
| Brasile   | Arcidiocesi di Botucatu                                         | Maurício Grotto de Camargo                          |                                  |
| Brasile   | Arcidiocesi di Brasilia                                         | cardinale Paulo Cezar Costa                         |                                  |
| Brasile   | Arcidiocesi di Campinas                                         | João Inácio Müller, O.F.M.                          |                                  |
| Brasile   | Arcidiocesi di Campo Grande                                     | Dimas Lara Barbosa                                  |                                  |
| Brasile   | Arcidiocesi di Cascavel                                         | José Mário Scalon Angonese                          |                                  |
| Brasile   | Arcidiocesi di Chapecó                                          | Odelir José Magri, M.C.C.I.                         |                                  |
| Brasile   | Arcidiocesi di Cuiabá                                           | Mário Antônio da Silva                              |                                  |
| Brasile   | Arcidiocesi di Curitiba                                         | José Antônio Peruzzo                                |                                  |
| Brasile   | Arcidiocesi di Diamantina                                       | Darci José Nicioli, C.SS.R.                         |                                  |
| Brasile   | Arcidiocesi di Feira de Santana                                 | Zanoni Demettino Castro                             |                                  |
| Brasile   | Arcidiocesi di Florianópolis                                    | Wilson Tadeu Jönck, S.C.I.                          |                                  |
| Brasile   | Arcidiocesi di Fortaleza                                        | Gregório (Leozírio) Ben Lâmed Paixão (Neto), O.S.B. |                                  |
| Brasile   | Arcidiocesi di Goiânia                                          | João Justino de Medeiros Silva                      |                                  |
| Brasile   | Arcidiocesi di Joinville                                        | Francisco Carlos Bach                               |                                  |
| Brasile   | Arcidiocesi di Juiz de Fora                                     | Gil Antônio Moreira                                 |                                  |
| Brasile   | Arcidiocesi di Londrina                                         | Geremias Steinmetz                                  |                                  |
| Brasile   | Arcidiocesi di Maceió                                           | Carlos Alberto Breis Pereira, O.F.M.                |                                  |
| Brasile   | Arcidiocesi di Manaus                                           | cardinale Leonardo Ulrich Steiner, O.F.M.           |                                  |
| Brasile   | Arcidiocesi di Mariana                                          | Airton José dos Santos                              |                                  |
| Brasile   | Arcidiocesi di Maringá                                          | Severino Clasen, O.F.M.                             |                                  |
| Brasile   | Arcidiocesi di Montes Claros                                    | José Carlos de Souza Campos                         |                                  |
| Brasile   | Arcidiocesi di Natal                                            | João Santos Cardoso                                 |                                  |
| Brasile   | Arcidiocesi di Niterói                                          | José Francisco Rezende Dias                         |                                  |
| Brasile   | Arcidiocesi di Olinda e Recife                                  | Paulo Jackson Nóbrega de Sousa                      |                                  |
| Brasile   | Arcidiocesi di Palmas                                           | Pedro Brito Guimarães                               |                                  |
| Brasile   | Arcidiocesi della Paraíba                                       | Manoel Delson Pedreira da Cruz, O.F.M.Cap.          |                                  |
| Brasile   | Arcidiocesi di Passo Fundo                                      | Rodolfo Luís Weber                                  |                                  |
| Brasile   | Arcidiocesi di Pelotas                                          | Jacinto Bergmann                                    |                                  |
| Brasile   | Arcidiocesi di Porto Alegre                                     | cardinale Jaime Spengler, O.F.M.                    |                                  |
| Brasile   | Arcidiocesi di Porto Velho                                      | Roque Paloschi                                      |                                  |
| Brasile   | Arcidiocesi di Pouso Alegre                                     | José Luiz Majella Delgado, C.SS.R.                  |                                  |
| Brasile   | Arcidiocesi di Ribeirão Preto                                   | Moacir Silva                                        |                                  |
| Brasile   | Arcidiocesi di Rio de Janeiro                                   | cardinale Orani João Tempesta, O.Cist.              |                                  |
| Brasile   | Arcidiocesi di San Paolo                                        | cardinale Odilo Pedro Scherer                       |                                  |
| Brasile   | Arcidiocesi di San Salvador di Bahia                            | cardinale Sérgio da Rocha                           |                                  |
| Brasile   | Arcidiocesi di Santa Maria                                      | Leomar Antônio Brustolin                            |                                  |
| Brasile   | Arcidiocesi di Santarém                                         | Irineu Roman, C.S.I.                                |                                  |
| Brasile   | Arcidiocesi di São José do Rio Preto                            | Antônio Emídio Vilar, S.D.B.                        |                                  |
| Brasile   | Arcidiocesi di São Luís do Maranhão                             | Gilberto Pastana de Oliveira                        |                                  |
| Brasile   | Arcidiocesi di Sorocaba                                         | sede vacante                                        |                                  |
| Brasile   | Arcidiocesi di Teresina                                         | Juarez Sousa da Silva                               |                                  |
| Brasile   | Arcidiocesi di Uberaba                                          | Paulo Mendes Peixoto                                |                                  |
| Brasile   | Arcidiocesi di Vitória                                          | Ângelo Ademir Mezzari, R.C.I.                       |                                  |
| Brasile   | Arcidiocesi di Vitória da Conquista                             | Vítor Agnaldo de Menezes                            |                                  |
| Brasile   | Arcieparchia di San Giovanni Battista di Curitiba degli Ucraini | Valdomiro Koubetch, O.S.B.M.                        |                                  |
| Cile      | Arcidiocesi di Antofagasta                                      | Ignacio Francisco Ducasse Medina                    |                                  |
| Cile      | Arcidiocesi di Concepción                                       | Sergio Hernán Pérez de Arce Arriagada, SS.CC.       |                                  |
| Cile      | Arcidiocesi di La Serena                                        | René Osvaldo Rebolledo Salinas                      |                                  |
| Cile      | Arcidiocesi di Puerto Montt                                     | Luis Fernando Ramos Pérez                           |                                  |
| Cile      | Arcidiocesi di Santiago del Cile                                | cardinale Fernando Natalio Chomalí Garib            |                                  |
| Colombia  | Arcidiocesi di Barranquilla                                     | Pablo Emiro Salas Anteliz                           |                                  |
| Colombia  | Arcidiocesi di Bogotà                                           | cardinale Luis José Rueda Aparicio                  |                                  |
| Colombia  | Arcidiocesi di Bucaramanga                                      | Ismael Rueda Sierra                                 |                                  |
| Colombia  | Arcidiocesi di Cali                                             | Luis Fernando Rodríguez Velásquez                   |                                  |
| Colombia  | Arcidiocesi di Cartagena                                        | Francisco Javier Múnera Correa, I.M.C.              |                                  |
| Colombia  | Arcidiocesi di Florencia                                        | Omar de Jesús Mejía Giraldo                         |                                  |
| Colombia  | Arcidiocesi di Ibagué                                           | Orlando Roa Barbosa                                 |                                  |
| Colombia  | Arcidiocesi di Manizales                                        | José Miguel Gómez Rodríguez                         |                                  |
| Colombia  | Arcidiocesi di Medellín                                         | Ricardo Antonio Tobón Restrepo                      |                                  |
| Colombia  | Arcidiocesi di Nueva Pamplona                                   | Jorge Alberto Ossa Soto                             |                                  |
| Colombia  | Arcidiocesi di Popayán                                          | Omar Alberto Sánchez Cubillos, O.P.                 |                                  |
| Colombia  | Arcidiocesi di Santa Fe de Antioquia                            | Hugo Alberto Torres Marín                           |                                  |
| Colombia  | Arcidiocesi di Tunja                                            | Gabriel Ángel Villa Vahos                           |                                  |
| Colombia  | Arcidiocesi di Villavicencio                                    | Misael Vacca Ramírez                                |                                  |
| Ecuador   | Arcidiocesi di Cuenca                                           | Marcos Aurelio Pérez Caicedo                        |                                  |
| Ecuador   | Arcidiocesi di Guayaquil                                        | cardinale Luis Gerardo Cabrera Herrera, O.F.M.      |                                  |
| Ecuador   | Arcidiocesi di Portoviejo                                       | Eduardo José Castillo Pino                          |                                  |
| Ecuador   | Arcidiocesi di Quito                                            | Alfredo José Espinoza Mateus, S.D.B.                |                                  |
| Guyana    | Non ha arcidiocesi metropolitane                                | Non ha arcidiocesi metropolitane                    | Non ha arcidiocesi metropolitane |
| Paraguay  | Arcidiocesi di Asunción                                         | cardinale Adalberto Martínez Flores                 |                                  |
| Perù      | Arcidiocesi di Arequipa                                         | Javier Augusto Del Río Alba                         |                                  |
| Perù      | Arcidiocesi di Ayacucho                                         | Salvador Piñeiro García-Calderón                    |                                  |
| Perù      | Arcidiocesi di Cusco                                            | Richard Daniel Alarcón Urrutia                      |                                  |
| Perù      | Arcidiocesi di Huancayo                                         | Luis Alberto Huamán Camayo, O.M.I.                  |                                  |
| Perù      | Arcidiocesi di Lima                                             | cardinale Carlos Castillo Mattasoglio               |                                  |
| Perù      | Arcidiocesi di Piura                                            | sede vacante                                        |                                  |
| Perù      | Arcidiocesi di Trujillo                                         | Gilberto Alfredo Vizcarra Mori, S.I.                |                                  |
| Suriname  | Non ha arcidiocesi metropolitane                                | Non ha arcidiocesi metropolitane                    | Non ha arcidiocesi metropolitane |
| Uruguay   | Arcidiocesi di Montevideo                                       | cardinale Daniel Fernando Sturla Berhouet, S.D.B.   |                                  |
| Venezuela | Arcidiocesi di Barquisimeto                                     | Polito Rodríguez Méndez                             |                                  |
| Venezuela | Arcidiocesi di Calabozo                                         | Manuel Felipe Díaz Sánchez                          |                                  |
| Venezuela | Arcidiocesi di Caracas                                          | Raúl Biord Castillo                                 |                                  |
| Venezuela | Arcidiocesi di Ciudad Bolívar                                   | Ulises Antonio Gutiérrez Reyes, O. de M.            |                                  |
| Venezuela | Arcidiocesi di Coro                                             | Víctor Hugo Basabe                                  |                                  |
| Venezuela | Arcidiocesi di Cumaná                                           | Ángel Francisco Caraballo Fermín                    |                                  |
| Venezuela | Arcidiocesi di Maracaibo                                        | José Luis Azuaje Ayala                              |                                  |
| Venezuela | Arcidiocesi di Mérida                                           | Helizandro Terán Bermúdez, O.S.A.                   |                                  |
| Venezuela | Arcidiocesi di Valencia in Venezuela                            | Jesús González de Zárate Salas                      |                                  |

## Sedi metropolitane in Asia
| Paese               | Sede metropolitana                              | Metropolita                                                         |                                  |
| ------------------- | ----------------------------------------------- | ------------------------------------------------------------------- | -------------------------------- |
| Afghanistan         | Non ha arcidiocesi metropolitane                | Non ha arcidiocesi metropolitane                                    | Non ha arcidiocesi metropolitane |
| Arabia Saudita      | Non ha arcidiocesi metropolitane                | Non ha arcidiocesi metropolitane                                    | Non ha arcidiocesi metropolitane |
| Armenia             | Non ha arcidiocesi metropolitane                | Non ha arcidiocesi metropolitane                                    | Non ha arcidiocesi metropolitane |
| Azerbaigian         | Non ha arcidiocesi metropolitane                | Non ha arcidiocesi metropolitane                                    | Non ha arcidiocesi metropolitane |
| Bahrain             | Non ha arcidiocesi metropolitane                | Non ha arcidiocesi metropolitane                                    | Non ha arcidiocesi metropolitane |
| Bangladesh          | Arcidiocesi di Dacca                            | Bejoy Nicephorus D'Cruze, O.M.I.                                    |                                  |
| Bangladesh          | Arcidiocesi di Chattogram                       | Lawrence Subrato Howlader, C.S.C.                                   |                                  |
| Birmania            | Arcidiocesi di Yangon                           | cardinale Charles Maung Bo, S.D.B.                                  |                                  |
| Birmania            | Arcidiocesi di Mandalay                         | Marco Tin Win                                                       |                                  |
| Birmania            | Arcidiocesi di Taunggyi                         | Basilio Athai                                                       |                                  |
| Bhutan              | Non ha arcidiocesi metropolitane                | Non ha arcidiocesi metropolitane                                    | Non ha arcidiocesi metropolitane |
| Brunei              | Non ha arcidiocesi metropolitane                | Non ha arcidiocesi metropolitane                                    | Non ha arcidiocesi metropolitane |
| Cambogia            | Non ha arcidiocesi metropolitane                | Non ha arcidiocesi metropolitane                                    | Non ha arcidiocesi metropolitane |
| Cina                | Arcidiocesi di Anqing                           | sede vacante                                                        |                                  |
| Cina                | Arcidiocesi di Changsha                         | sede vacante                                                        |                                  |
| Cina                | Arcidiocesi di Chongqing                        | sede vacante                                                        |                                  |
| Cina                | Arcidiocesi di Fuzhou                           | sede vacante                                                        |                                  |
| Cina                | Arcidiocesi di Guangzhou                        | sede vacante                                                        |                                  |
| Cina                | Arcidiocesi di Guiyang                          | sede vacante                                                        |                                  |
| Cina                | Arcidiocesi di Hangzhou                         | sede vacante                                                        |                                  |
| Cina                | Arcidiocesi di Hankou                           | sede vacante                                                        |                                  |
| Cina                | Arcidiocesi di Hohot                            | sede vacante                                                        |                                  |
| Cina                | Arcidiocesi di Jinan                            | sede vacante                                                        |                                  |
| Cina                | Arcidiocesi di Kaifeng                          | sede vacante                                                        |                                  |
| Cina                | Arcidiocesi di Kunming                          | sede vacante                                                        |                                  |
| Cina                | Arcidiocesi di Lanzhou                          | sede vacante                                                        |                                  |
| Cina                | Arcidiocesi di Nanchang                         | sede vacante                                                        |                                  |
| Cina                | Arcidiocesi di Nanchino                         | sede vacante                                                        |                                  |
| Cina                | Arcidiocesi di Nanning                          | sede vacante                                                        |                                  |
| Cina                | Arcidiocesi di Pechino                          | sede vacante                                                        |                                  |
| Cina                | Arcidiocesi di Shenyang                         | sede vacante                                                        |                                  |
| Cina                | Arcidiocesi di Taiyuan                          | sede vacante                                                        |                                  |
| Cina                | Arcidiocesi di Xi'an                            | sede vacante                                                        |                                  |
| Cipro               | Non ha arcidiocesi metropolitane                | Non ha arcidiocesi metropolitane                                    | Non ha arcidiocesi metropolitane |
| Corea del Nord      | Non ha arcidiocesi metropolitane                | Non ha arcidiocesi metropolitane                                    | Non ha arcidiocesi metropolitane |
| Corea del Sud       | Arcidiocesi di Daegu                            | Thaddeus Cho Hwan-Kil                                               |                                  |
| Corea del Sud       | Arcidiocesi di Gwangju                          | Simon Ok Hyun-jjn                                                   |                                  |
| Corea del Sud       | Arcidiocesi di Seul                             | Peter Chung Soon-taek                                               |                                  |
| Emirati Arabi Uniti | Non ha arcidiocesi metropolitane                | Non ha arcidiocesi metropolitane                                    | Non ha arcidiocesi metropolitane |
| Filippine           | Arcidiocesi di Cáceres                          | Rex Andrew Clement Alarcon                                          |                                  |
| Filippine           | Arcidiocesi di Cagayan de Oro                   | Jose Araneta Cabantan                                               |                                  |
| Filippine           | Arcidiocesi di Capiz                            | Victor Barnuevo Bendico                                             |                                  |
| Filippine           | Arcidiocesi di Cebu                             | Alberto Sy Uy                                                       |                                  |
| Filippine           | Arcidiocesi di Cotabato                         | Angelito Rendon Lampon, O.M.I.                                      |                                  |
| Filippine           | Arcidiocesi di Davao                            | Romulo Geolina Valles                                               |                                  |
| Filippine           | Arcidiocesi di Jaro                             | Midyphil Bermejo Billones                                           |                                  |
| Filippine           | Arcidiocesi di Lingayen-Dagupan                 | Socrates Buenaventura Villegas                                      |                                  |
| Filippine           | Arcidiocesi di Lipa                             | Gilbert Armea Garcera                                               |                                  |
| Filippine           | Arcidiocesi di Manila                           | cardinale Jose Fuerte Advincula                                     |                                  |
| Filippine           | Arcidiocesi di Nueva Segovia                    | Mario Mendoza Peralta                                               |                                  |
| Filippine           | Arcidiocesi di Ozamiz                           | Martin Sarmiento Jumoad                                             |                                  |
| Filippine           | Arcidiocesi di Palo                             | John Forrosuelo Du                                                  |                                  |
| Filippine           | Arcidiocesi di San Fernando                     | Florentino Galang Lavarias                                          |                                  |
| Filippine           | Arcidiocesi di Tuguegarao                       | Ricardo Lingan Baccay                                               |                                  |
| Filippine           | Arcidiocesi di Zamboanga                        | Julius Sullan Tonel                                                 |                                  |
| Georgia             | Non ha arcidiocesi metropolitane                | Non ha arcidiocesi metropolitane                                    | Non ha arcidiocesi metropolitane |
| Giappone            | Arcidiocesi di Nagasaki                         | Peter Michiaki Nakamura                                             |                                  |
| Giappone            | Arcidiocesi di Osaka-Takamatsu                  | cardinale Thomas Aquino Manyo Maeda                                 |                                  |
| Giappone            | Arcidiocesi di Tokyo                            | cardinale Tarcisius Isao Kikuchi, S.V.D.                            |                                  |
| Giordania           | Non ha arcidiocesi metropolitane                | Non ha arcidiocesi metropolitane                                    | Non ha arcidiocesi metropolitane |
| India               | Arcidiocesi di Agra                             | Raphy Manjaly                                                       |                                  |
| India               | Arcidiocesi di Bangalore                        | Peter Machado                                                       |                                  |
| India               | Arcidiocesi di Bhopal                           | Alangaram Arokia Sebastin Durairaj, S.V.D.                          |                                  |
| India               | Arcidiocesi di Bombay                           | John Rodrigues                                                      |                                  |
| India               | Arcidiocesi di Calcutta                         | Thomas D'Souza                                                      |                                  |
| India               | Arcidiocesi di Calicut                          | Varghese Chakkalakal                                                |                                  |
| India               | Arcidiocesi di Cuttack-Bhubaneswar              | John Barwa, S.V.D.                                                  |                                  |
| India               | Arcidiocesi di Delhi                            | Anil Joseph Thomas Couto                                            |                                  |
| India               | Arcidiocesi di Gandhinagar                      | Thomas Ignatius Macwan                                              |                                  |
| India               | Arcidiocesi di Goa e Damão                      | cardinale patriarca Filipe Neri António Sebastião do Rosário Ferrão |                                  |
| India               | Arcidiocesi di Guwahati                         | John Moolachira                                                     |                                  |
| India               | Arcidiocesi di Hyderabad                        | cardinale Anthony Poola                                             |                                  |
| India               | Arcidiocesi di Imphal                           | Linus Neli                                                          |                                  |
| India               | Arcidiocesi di Madras e Mylapore                | George Antonysamy                                                   |                                  |
| India               | Arcidiocesi di Madurai                          | Antonysamy Savarimuthu                                              |                                  |
| India               | Arcidiocesi di Nagpur                           | Elias Joseph Gonsalves                                              |                                  |
| India               | Arcidiocesi di Patna                            | Sebastian Kallupura                                                 |                                  |
| India               | Arcidiocesi di Pondicherry e Cuddalore          | Francis Kalist                                                      |                                  |
| India               | Arcidiocesi di Raipur                           | Victor Henry Thakur                                                 |                                  |
| India               | Arcidiocesi di Ranchi                           | Vincent Aind                                                        |                                  |
| India               | Arcidiocesi di Shillong                         | Victor Lyngdoh                                                      |                                  |
| India               | Arcidiocesi di Trivandrum                       | Thomas Jessayyan Netto                                              |                                  |
| India               | Arcidiocesi di Verapoly                         | Joseph Kalathiparambil                                              |                                  |
| India               | Arcidiocesi di Visakhapatnam                    | Udumala Bala Showreddy                                              |                                  |
| India               | Arcieparchia di Changanacherry                  | Thomas (Tomy) Tharayil                                              |                                  |
| India               | Arcieparchia di Ernakulam-Angamaly              | Raphael Thattil                                                     |                                  |
| India               | Arcieparchia di Kottayam                        | Mathew Moolakkattu, O.S.B.                                          |                                  |
| India               | Arcieparchia di Tellicherry                     | Joseph Pamplany                                                     |                                  |
| India               | Arcieparchia di Tiruvalla                       | Thomas Mar Koorilos Chakkalapadickal                                |                                  |
| India               | Arcieparchia di Trichur                         | Andrews Thazhath                                                    |                                  |
| India               | Arcieparchia di Trivandrum dei siro-malankaresi | cardinale Isaac Cleemis Thottunkal                                  |                                  |
| Indonesia           | Arcidiocesi di Ende                             | Paulus Budi Kleden, S.V.D.                                          |                                  |
| Indonesia           | Arcidiocesi di Giacarta                         | cardinale Ignatius Suharyo Hardjoatmodjo                            |                                  |
| Indonesia           | Arcidiocesi di Kupang                           | Hironimus Pakaenoni                                                 |                                  |
| Indonesia           | Arcidiocesi di Makassar                         | Fransiskus Nipa                                                     |                                  |
| Indonesia           | Arcidiocesi di Medan                            | Kornelius Sipayung, O.F.M.Cap.                                      |                                  |
| Indonesia           | Arcidiocesi di Merauke                          | Petrus Canisius Mandagi, M.S.C.                                     |                                  |
| Indonesia           | Arcidiocesi di Palembang                        | Yohanes Harun Yuwono                                                |                                  |
| Indonesia           | Arcidiocesi di Pontianak                        | Agustinus Agus                                                      |                                  |
| Indonesia           | Arcidiocesi di Samarinda                        | Justinus Harjosusanto, M.S.F.                                       |                                  |
| Indonesia           | Arcidiocesi di Semarang                         | Robertus Rubiyatmoko                                                |                                  |
| Iran                | Arcieparchia di Teheran                         | Imad Khoshaba Gargees                                               |                                  |
| Iran                | Arcieparchia di Urmia                           | Thomas Meram                                                        |                                  |
| Iraq                | Arcieparchia di Baghdad dei Caldei              | cardinale Louis Raphaël I Sako                                      |                                  |
| Iraq                | Arcieparchia di Kirkuk                          | Yousif Thomas Mirkis, O.P.                                          |                                  |
| Israele             | Non ha arcidiocesi metropolitane                | Non ha arcidiocesi metropolitane                                    | Non ha arcidiocesi metropolitane |
| Kazakistan          | Arcidiocesi di Maria Santissima in Astana       | Tomasz Peta                                                         |                                  |
| Kirghizistan        | Non ha arcidiocesi metropolitane                | Non ha arcidiocesi metropolitane                                    | Non ha arcidiocesi metropolitane |
| Kuwait              | Non ha arcidiocesi metropolitane                | Non ha arcidiocesi metropolitane                                    | Non ha arcidiocesi metropolitane |
| Laos                | Non ha arcidiocesi metropolitane                | Non ha arcidiocesi metropolitane                                    | Non ha arcidiocesi metropolitane |
| Libano              | Arcieparchia di Beirut e Jbeil                  | Georges Bacouni                                                     |                                  |
| Libano              | Arcieparchia di Tiro dei melchiti               | Georges Iskandar, B.S.                                              |                                  |
| Libano              | Patriarcato di Antiochia dei maroniti           | cardinale Béchara Boutros Raï, O.M.M.                               |                                  |
| Libano              | Patriarcato di Antiochia dei siri               | Ignazio Giuseppe III Younan                                         |                                  |
| Libano              | Patriarcato di Cilicia degli Armeni             | Raphaël Bedros XXI Minassian, I.C.P.B.                              |                                  |
| Maldive             | Non ha arcidiocesi metropolitane                | Non ha arcidiocesi metropolitane                                    | Non ha arcidiocesi metropolitane |
| Malesia             | Arcidiocesi di Kuala Lumpur                     | Julian Leow Beng Kim                                                |                                  |
| Malesia             | Arcidiocesi di Kuching                          | Simon Poh Hoon Seng                                                 |                                  |
| Malesia             | Arcidiocesi di Kota Kinabalu                    | John Wong Soo Kau                                                   |                                  |
| Mongolia            | Non ha arcidiocesi metropolitane                | Non ha arcidiocesi metropolitane                                    | Non ha arcidiocesi metropolitane |
| Nepal               | Non ha arcidiocesi metropolitane                | Non ha arcidiocesi metropolitane                                    | Non ha arcidiocesi metropolitane |
| Oman                | Non ha arcidiocesi metropolitane                | Non ha arcidiocesi metropolitane                                    | Non ha arcidiocesi metropolitane |
| Pakistan            | Arcidiocesi di Karachi                          | Benny Mario Travas                                                  |                                  |
| Pakistan            | Arcidiocesi di Lahore                           | Sebastian Francis Shaw, O.F.M.                                      |                                  |
| Palestina           | Non ha arcidiocesi metropolitane                | Non ha arcidiocesi metropolitane                                    | Non ha arcidiocesi metropolitane |
| Qatar               | Non ha arcidiocesi metropolitane                | Non ha arcidiocesi metropolitane                                    | Non ha arcidiocesi metropolitane |
| Russia              | Arcidiocesi della Madre di Dio a Mosca          | Paolo Pezzi, F.S.C.B.                                               |                                  |
| Singapore           | Non ha arcidiocesi metropolitane                | Non ha arcidiocesi metropolitane                                    | Non ha arcidiocesi metropolitane |
| Siria               | Arcieparchia di Aleppo dei Melchiti             | Georges Masri                                                       |                                  |
| Siria               | Arcieparchia di Bosra e Hauran                  | Elias El-Debei                                                      |                                  |
| Siria               | Arcieparchia di Damasco dei Melchiti            | patriarca Youssef Absi                                              |                                  |
| Siria               | Arcieparchia di Damasco dei Siri                | Youhanna Jihad Battah                                               |                                  |
| Siria               | Arcieparchia di Homs dei Melchiti               | Jean-Abdo Arbach, B.C.                                              |                                  |
| Sri Lanka           | Arcidiocesi di Colombo                          | cardinale Albert Malcolm Ranjith Patabendige Don                    |                                  |
| Tagikistan          | Non ha arcidiocesi metropolitane                | Non ha arcidiocesi metropolitane                                    | Non ha arcidiocesi metropolitane |
| Thailandia          | Arcidiocesi di Bangkok                          | Francis Xavier Vira Arpondratana                                    |                                  |
| Thailandia          | Arcidiocesi di Thare e Nonseng                  | Anthony Weradet Chaiseri                                            |                                  |
| Timor Est           | Arcidiocesi di Dili                             | cardinale Virgílio do Carmo da Silva, S.D.B.                        |                                  |
| Turchia             | Arcidiocesi di Smirne                           | Martin Kmetec, O.F.M.Conv.                                          |                                  |
| Turkmenistan        | Non ha arcidiocesi metropolitane                | Non ha arcidiocesi metropolitane                                    | Non ha arcidiocesi metropolitane |
| Uzbekistan          | Non ha arcidiocesi metropolitane                | Non ha arcidiocesi metropolitane                                    | Non ha arcidiocesi metropolitane |
| Vietnam             | Arcidiocesi di Hanoi                            | Joseph Vu Văn Thiên                                                 |                                  |
| Vietnam             | Arcidiocesi di Huê                              | Joseph Đặng Đức Ngân                                                |                                  |
| Vietnam             | Arcidiocesi di Hô Chí Minh                      | Joseph Nguyên Năng                                                  |                                  |
| Yemen               | Non ha arcidiocesi metropolitane                | Non ha arcidiocesi metropolitane                                    | Non ha arcidiocesi metropolitane |

## Sedi metropolitane in Europa
| Paese                | Sede metropolitana                                  | Metropolita                                      |                                  |
| -------------------- | --------------------------------------------------- | ------------------------------------------------ | -------------------------------- |
| Albania              | Arcidiocesi di Scutari-Pult                         | Giovanni Peragine, B.                            |                                  |
| Albania              | Arcidiocesi di Tirana-Durazzo                       | Arjan Dodaj                                      |                                  |
| Andorra              | Non ha arcidiocesi metropolitane                    | Non ha arcidiocesi metropolitane                 | Non ha arcidiocesi metropolitane |
| Armenia              | Non ha arcidiocesi metropolitane                    | Non ha arcidiocesi metropolitane                 | Non ha arcidiocesi metropolitane |
| Austria              | Arcidiocesi di Salisburgo                           | Franz Lackner, O.F.M.                            |                                  |
| Austria              | Arcidiocesi di Vienna                               | sede vacante                                     |                                  |
| Azerbaigian          | Non ha arcidiocesi metropolitane                    | Non ha arcidiocesi metropolitane                 | Non ha arcidiocesi metropolitane |
| Belgio               | Arcidiocesi di Malines-Bruxelles                    | Luc Terlinden                                    |                                  |
| Bielorussia          | Arcidiocesi di Minsk-Mahilëŭ                        | Iosif Staneŭski                                  |                                  |
| Bosnia ed Erzegovina | Arcidiocesi di Sarajevo                             | Tomo Vukšić                                      |                                  |
| Bulgaria             | Non ha arcidiocesi metropolitane                    | Non ha arcidiocesi metropolitane                 | Non ha arcidiocesi metropolitane |
| Cipro                | Non ha arcidiocesi metropolitane                    | Non ha arcidiocesi metropolitane                 | Non ha arcidiocesi metropolitane |
| Croazia              | Arcidiocesi di Đakovo-Osijek                        | Đuro Hranić                                      |                                  |
| Croazia              | Arcidiocesi di Fiume                                | Mate Uzinić                                      |                                  |
| Croazia              | Arcidiocesi di Spalato-Macarsca                     | Zdenko Križić, O.C.D.                            |                                  |
| Croazia              | Arcidiocesi di Zagabria                             | Dražen Kutleša                                   |                                  |
| Danimarca            | Non ha arcidiocesi metropolitane                    | Non ha arcidiocesi metropolitane                 | Non ha arcidiocesi metropolitane |
| Estonia              | Non ha arcidiocesi metropolitane                    | Non ha arcidiocesi metropolitane                 | Non ha arcidiocesi metropolitane |
| Finlandia            | Non ha arcidiocesi metropolitane                    | Non ha arcidiocesi metropolitane                 | Non ha arcidiocesi metropolitane |
| Francia              | Arcidiocesi di Besançon                             | Jean-Luc Bouilleret                              |                                  |
| Francia              | Arcidiocesi di Bordeaux                             | Jean-Paul James                                  |                                  |
| Francia              | Arcidiocesi di Clermont                             | François Kalist                                  |                                  |
| Francia              | Arcidiocesi di Digione                              | Antoine Hérouard                                 |                                  |
| Francia              | Arcidiocesi di Fort-de-France                       | David Macaire                                    |                                  |
| Francia              | Arcidiocesi di Lilla                                | Laurent Le Boulc'h                               |                                  |
| Francia              | Arcidiocesi di Lione                                | Olivier de Germay                                |                                  |
| Francia              | Arcidiocesi di Marsiglia                            | cardinale Jean-Marc Aveline                      |                                  |
| Francia              | Arcidiocesi di Montpellier                          | Norbert José Henri Turini                        |                                  |
| Francia              | Arcidiocesi di Numea                                | Susitino Sionepoe                                |                                  |
| Francia              | Arcidiocesi di Papeete                              | Jean-Pierre Cottanceau                           |                                  |
| Francia              | Arcidiocesi di Parigi                               | Laurent Ulrich                                   |                                  |
| Francia              | Arcidiocesi di Poitiers                             | Jérôme Daniel Beau                               |                                  |
| Francia              | Arcidiocesi di Reims                                | Éric de Moulins-Beaufort                         |                                  |
| Francia              | Arcidiocesi di Rennes                               | Pierre d'Ornellas                                |                                  |
| Francia              | Arcidiocesi di Rouen                                | Dominique Lebrun                                 |                                  |
| Francia              | Arcidiocesi di Tolosa                               | Guy André Marie de Kérimel, Comm. l'Emm.         |                                  |
| Francia              | Arcidiocesi di Tours                                | Vincent Jordy                                    |                                  |
| Georgia              | Non ha arcidiocesi metropolitane                    | Non ha arcidiocesi metropolitane                 | Non ha arcidiocesi metropolitane |
| Germania             | Arcidiocesi di Amburgo                              | Stefan Heße                                      |                                  |
| Germania             | Arcidiocesi di Bamberga                             | Herwig Gössl                                     |                                  |
| Germania             | Arcidiocesi di Berlino                              | Heiner Koch                                      |                                  |
| Germania             | Arcidiocesi di Colonia                              | cardinale Rainer Maria Woelki                    |                                  |
| Germania             | Arcidiocesi di Friburgo in Brisgovia                | Stephan Burger                                   |                                  |
| Germania             | Arcidiocesi di Monaco e Frisinga                    | cardinale Reinhard Marx                          |                                  |
| Germania             | Arcidiocesi di Paderborn                            | Udo Markus Bentz                                 |                                  |
| Grecia               | Arcidiocesi di Corfù, Zante e Cefalonia             | Georgios Altouvas                                |                                  |
| Grecia               | Arcidiocesi di Nasso                                | Josif Printezis                                  |                                  |
| Irlanda              | Arcidiocesi di Armagh                               | Eamon Martin                                     |                                  |
| Irlanda              | Arcidiocesi di Cashel e Emly                        | Kieran O'Reilly, S.M.A.                          |                                  |
| Irlanda              | Arcidiocesi di Dublino                              | Dermot Pius Farrell                              |                                  |
| Irlanda              | Arcidiocesi di Tuam                                 | Francis Duffy                                    |                                  |
| Islanda              | Non ha arcidiocesi metropolitane                    | Non ha arcidiocesi metropolitane                 | Non ha arcidiocesi metropolitane |
| Italia               | Arcidiocesi di Agrigento                            | Alessandro Damiano                               |                                  |
| Italia               | Arcidiocesi di Ancona-Osimo                         | Angelo Spina                                     |                                  |
| Italia               | Arcidiocesi di Bari-Bitonto                         | Giuseppe Satriano                                |                                  |
| Italia               | Arcidiocesi di Benevento                            | Felice Accrocca                                  |                                  |
| Italia               | Arcidiocesi di Bologna                              | cardinale Matteo Maria Zuppi                     |                                  |
| Italia               | Arcidiocesi di Cagliari                             | Giuseppe Baturi                                  |                                  |
| Italia               | Arcidiocesi di Campobasso-Boiano                    | Biagio Colaianni                                 |                                  |
| Italia               | Arcidiocesi di Catania                              | Luigi Renna                                      |                                  |
| Italia               | Arcidiocesi di Catanzaro-Squillace                  | Claudio Maniago                                  |                                  |
| Italia               | Arcidiocesi di Chieti-Vasto                         | Bruno Forte                                      |                                  |
| Italia               | Arcidiocesi di Cosenza-Bisignano                    | Giovanni Checchinato                             |                                  |
| Italia               | Arcidiocesi di Fermo                                | Rocco Pennacchio                                 |                                  |
| Italia               | Arcidiocesi di Firenze                              | Gherardo Gambelli                                |                                  |
| Italia               | Arcidiocesi di Foggia-Bovino                        | Giorgio Ferretti                                 |                                  |
| Italia               | Arcidiocesi di Genova                               | Marco Tasca                                      |                                  |
| Italia               | Arcidiocesi di Gorizia                              | Carlo Roberto Maria Redaelli                     |                                  |
| Italia               | Arcidiocesi dell'Aquila                             | Antonio D'Angelo                                 |                                  |
| Italia               | Arcidiocesi di Lecce                                | Angelo Raffaele Panzetta                         |                                  |
| Italia               | Arcidiocesi di Messina-Lipari-Santa Lucia del Mela  | Giovanni Accolla                                 |                                  |
| Italia               | Arcidiocesi di Milano                               | Mario Delpini                                    |                                  |
| Italia               | Arcidiocesi di Modena-Nonantola                     | Erio Castellucci                                 |                                  |
| Italia               | Arcidiocesi di Napoli                               | cardinale Domenico Battaglia                     |                                  |
| Italia               | Arcidiocesi di Oristano                             | Roberto Carboni                                  |                                  |
| Italia               | Arcidiocesi di Palermo                              | Corrado Lorefice                                 |                                  |
| Italia               | Arcidiocesi di Perugia-Città della Pieve            | Ivan Maffeis                                     |                                  |
| Italia               | Arcidiocesi di Pesaro                               | Sandro Salvucci                                  |                                  |
| Italia               | Arcidiocesi di Pescara-Penne                        | Tommaso Valentinetti                             |                                  |
| Italia               | Arcidiocesi di Pisa                                 | Saverio Cannistrà, O.C.D.                        |                                  |
| Italia               | Arcidiocesi di Potenza-Muro Lucano-Marsico Nuovo    | Davide Carbonaro                                 |                                  |
| Italia               | Arcidiocesi di Ravenna-Cervia                       | Lorenzo Ghizzoni                                 |                                  |
| Italia               | Arcidiocesi di Reggio Calabria-Bova                 | Fortunato Morrone                                |                                  |
| Italia               | Diocesi di Roma                                     | Papa Leone XIV                                   |                                  |
| Italia               | Arcidiocesi di Salerno-Campagna-Acerno              | Andrea Bellandi                                  |                                  |
| Italia               | Arcidiocesi di Sassari                              | sede vacante                                     |                                  |
| Italia               | Arcidiocesi di Siena-Colle di Val d'Elsa-Montalcino | cardinale Augusto Paolo Lojudice                 |                                  |
| Italia               | Arcidiocesi di Siracusa                             | Francesco Lomanto                                |                                  |
| Italia               | Arcidiocesi di Taranto                              | Ciro Miniero                                     |                                  |
| Italia               | Arcidiocesi di Torino                               | cardinale Roberto Repole                         |                                  |
| Italia               | Arcidiocesi di Trento                               | Lauro Tisi                                       |                                  |
| Italia               | Arcidiocesi di Udine                                | Riccardo Lamba                                   |                                  |
| Italia               | Patriarcato di Venezia                              | Francesco Moraglia                               |                                  |
| Italia               | Arcidiocesi di Vercelli                             | Marco Arnolfo                                    |                                  |
| Kazakistan           | Arcidiocesi di Maria Santissima in Astana           | Tomasz Peta                                      |                                  |
| Lettonia             | Arcidiocesi di Riga                                 | Zbigņevs Stankevičs                              |                                  |
| Liechtenstein        | Non ha arcidiocesi metropolitane                    | Non ha arcidiocesi metropolitane                 | Non ha arcidiocesi metropolitane |
| Lituania             | Arcidiocesi di Kaunas                               | Kęstutis Kėvalas                                 |                                  |
| Lituania             | Arcidiocesi di Vilnius                              | Gintaras Grušas                                  |                                  |
| Lussemburgo          | Non ha arcidiocesi metropolitane                    | Non ha arcidiocesi metropolitane                 | Non ha arcidiocesi metropolitane |
| Macedonia del Nord   | Non ha arcidiocesi metropolitane                    | Non ha arcidiocesi metropolitane                 | Non ha arcidiocesi metropolitane |
| Malta                | Arcidiocesi di Malta                                | Charles Scicluna                                 |                                  |
| Moldavia             | Non ha arcidiocesi metropolitane                    | Non ha arcidiocesi metropolitane                 | Non ha arcidiocesi metropolitane |
| Principato di Monaco | Non ha arcidiocesi metropolitane                    | Non ha arcidiocesi metropolitane                 | Non ha arcidiocesi metropolitane |
| Montenegro           | Non ha arcidiocesi metropolitane                    | Non ha arcidiocesi metropolitane                 | Non ha arcidiocesi metropolitane |
| Norvegia             | Non ha arcidiocesi metropolitane                    | Non ha arcidiocesi metropolitane                 | Non ha arcidiocesi metropolitane |
| Paesi Bassi          | Arcidiocesi di Utrecht                              | cardinale Willem Jacobus Eĳk                     |                                  |
| Polonia              | Arcidiocesi di Białystok                            | Józef Guzdek                                     |                                  |
| Polonia              | Arcidiocesi di Breslavia                            | Józef Piotr Kupny                                |                                  |
| Polonia              | Arcidiocesi di Cracovia                             | Marek Jędraszewski                               |                                  |
| Polonia              | Arcidiocesi di Częstochowa                          | Wacław Depo                                      |                                  |
| Polonia              | Arcidiocesi di Danzica                              | Tadeusz Wojda, S.A.C.                            |                                  |
| Polonia              | Arcidiocesi di Gniezno                              | Wojciech Polak                                   |                                  |
| Polonia              | Arcidiocesi di Katowice                             | sede vacante                                     |                                  |
| Polonia              | Arcidiocesi di Łódź                                 | cardinale Grzegorz Ryś                           |                                  |
| Polonia              | Arcidiocesi di Lublino                              | Stanisław Budzik                                 |                                  |
| Polonia              | Arcidiocesi di Poznań                               | Zbigniew Jan Zieliński                           |                                  |
| Polonia              | Arcidiocesi di Przemyśl                             | Adam Szal                                        |                                  |
| Polonia              | Arcidiocesi di Stettino-Kamień                      | Wiesław Śmigiel                                  |                                  |
| Polonia              | Arcidiocesi di Varmia                               | Józef Górzyński                                  |                                  |
| Polonia              | Arcidiocesi di Varsavia                             | Adrian Józef Galbas, S.A.C.                      |                                  |
| Polonia              | Arcieparchia di Przemyśl-Varsavia                   | Eugeniusz Popowicz                               |                                  |
| Portogallo           | Arcidiocesi di Braga                                | José Manuel Garcia Cordeiro                      |                                  |
| Portogallo           | Arcidiocesi di Évora                                | Francisco José Villas-Boas Senra de Faria Coelho |                                  |
| Portogallo           | Patriarcato di Lisbona                              | Rui Manuel Sousa Valério                         |                                  |
| Regno Unito          | Arcidiocesi di Birmingham                           | Bernard Longley                                  |                                  |
| Regno Unito          | Arcidiocesi di Cardiff-Menevia                      | Mark O'Toole                                     |                                  |
| Regno Unito          | Arcidiocesi di Glasgow                              | William Nolan                                    |                                  |
| Regno Unito          | Arcidiocesi di Liverpool                            | John Francis Sherrington                         |                                  |
| Regno Unito          | Arcidiocesi di Saint Andrews ed Edimburgo           | Leo Cushley                                      |                                  |
| Regno Unito          | Arcidiocesi di Southwark                            | John Wilson                                      |                                  |
| Regno Unito          | Arcidiocesi di Westminster                          | cardinale Vincent Nichols                        |                                  |
| Repubblica Ceca      | Arcidiocesi di Olomouc                              | Josef Nuzík                                      |                                  |
| Repubblica Ceca      | Arcidiocesi di Praga                                | Jan Graubner                                     |                                  |
| Romania              | Arcidiocesi di Bucarest                             | Aurel Percă                                      |                                  |
| Romania              | Arcieparchia di Făgăraș e Alba Iulia                | cardinale Lucian Mureșan                         |                                  |
| Russia               | Arcidiocesi della Madre di Dio a Mosca              | Paolo Pezzi, F.S.C.B.                            |                                  |
| San Marino           | Non ha arcidiocesi metropolitane                    | Non ha arcidiocesi metropolitane                 | Non ha arcidiocesi metropolitane |
| Serbia               | Arcidiocesi di Belgrado                             | cardinale László Német, S.V.D.                   |                                  |
| Slovacchia           | Arcidiocesi di Bratislava                           | Stanislav Zvolenský                              |                                  |
| Slovacchia           | Arcidiocesi di Košice                               | Bernard Bober                                    |                                  |
| Slovacchia           | Arcieparchia di Prešov                              | Jozef Jonáš Maxim                                |                                  |
| Slovenia             | Arcidiocesi di Lubiana                              | Stanislav Zore, O.F.M.                           |                                  |
| Slovenia             | Arcidiocesi di Maribor                              | Alojzij Cvikl, S.I.                              |                                  |
| Spagna               | Arcidiocesi di Barcellona                           | cardinale Juan José Omella                       |                                  |
| Spagna               | Arcidiocesi di Burgos                               | Mario Iceta Gavicagogeascoa                      |                                  |
| Spagna               | Arcidiocesi di Granada                              | José María Gil Tamayo                            |                                  |
| Spagna               | Arcidiocesi di Madrid                               | cardinale José Cobo Cano                         |                                  |
| Spagna               | Arcidiocesi di Mérida-Badajoz                       | José Rodríguez Carballo, O.F.M.                  |                                  |
| Spagna               | Arcidiocesi di Oviedo                               | Jesús Sanz Montes, O.F.M.                        |                                  |
| Spagna               | Arcidiocesi di Pamplona                             | Florencio Roselló Avellanas, O. de M.            |                                  |
| Spagna               | Arcidiocesi di Santiago di Compostela               | Francisco José Prieto Fernández                  |                                  |
| Spagna               | Arcidiocesi di Saragozza                            | Carlos Manuel Escribano Subías                   |                                  |
| Spagna               | Arcidiocesi di Siviglia                             | Josep Ángel Sáiz Meneses                         |                                  |
| Spagna               | Arcidiocesi di Tarragona                            | Joan Planellas i Barnosell                       |                                  |
| Spagna               | Arcidiocesi di Toledo                               | Francisco Cerro Chaves                           |                                  |
| Spagna               | Arcidiocesi di Valencia                             | Enrique Benavent Vidal                           |                                  |
| Spagna               | Arcidiocesi di Valladolid                           | Luis Javier Argüello García                      |                                  |
| Svezia               | Non ha arcidiocesi metropolitane                    | Non ha arcidiocesi metropolitane                 | Non ha arcidiocesi metropolitane |
| Svizzera             | Non ha arcidiocesi metropolitane                    | Non ha arcidiocesi metropolitane                 | Non ha arcidiocesi metropolitane |
| Turchia              | Arcidiocesi di Smirne                               | Martin Kmetec, O.F.M.Conv.                       |                                  |
| Turchia              | Arcieparchia di Costantinopoli                      | Boghos Levon Zekiyan                             |                                  |
| Ucraina              | Arcidiocesi di Leopoli                              | Mieczysław Mokrzycki                             |                                  |
| Ucraina              | Arcieparchia di Ivano-Frankivs'k                    | Volodymyr Vijtyšyn                               |                                  |
| Ucraina              | Arcieparchia di Kiev                                | Svjatoslav Ševčuk                                |                                  |
| Ucraina              | Arcieparchia di Leopoli degli Ucraini               | Ihor Voz'njak, C.SS.R.                           |                                  |
| Ucraina              | Arcieparchia di Ternopil'-Zboriv                    | Teodor (Taras) Martynjuk, M.S.U.                 |                                  |
| Ungheria             | Arcidiocesi di Eger                                 | Csaba Ternyák                                    |                                  |
| Ungheria             | Arcidiocesi di Esztergom-Budapest                   | cardinale Péter Erdő                             |                                  |
| Ungheria             | Arcidiocesi di Kalocsa-Kecskemét                    | Balázs Bábel                                     |                                  |
| Ungheria             | Arcidiocesi di Veszprém                             | György Udvardy                                   |                                  |
| Ungheria             | Arcieparchia di Hajdúdorog                          | Péter Fülöp Kocsis                               |                                  |

## Sedi metropolitane in Oceania
| Paese                        | Sede metropolitana               | Metropolita                      |                                  |
| ---------------------------- | -------------------------------- | -------------------------------- | -------------------------------- |
| Australia                    | Arcidiocesi di Adelaide          | Patrick Michael O'Regan          |                                  |
| Australia                    | Arcidiocesi di Brisbane          | Shane Anthony Mackinlay          |                                  |
| Australia                    | Arcidiocesi di Melbourne         | Peter Andrew Comensoli           |                                  |
| Australia                    | Arcidiocesi di Perth             | Timothy Costelloe, S.D.B.        |                                  |
| Australia                    | Arcidiocesi di Sydney            | Anthony Colin Fisher, O.P.       |                                  |
| Figi                         | Arcidiocesi di Suva              | Peter Loy Chong                  |                                  |
| Isole Marshall               | Non ha arcidiocesi metropolitane | Non ha arcidiocesi metropolitane | Non ha arcidiocesi metropolitane |
| Isole Salomone               | Arcidiocesi di Honiara           | Christopher Cardone, O.P.        |                                  |
| Kiribati                     | Non ha arcidiocesi metropolitane | Non ha arcidiocesi metropolitane | Non ha arcidiocesi metropolitane |
| Stati Federati di Micronesia | Non ha arcidiocesi metropolitane | Non ha arcidiocesi metropolitane | Non ha arcidiocesi metropolitane |
| Nauru                        | Non ha arcidiocesi metropolitane | Non ha arcidiocesi metropolitane | Non ha arcidiocesi metropolitane |
| Nuova Zelanda                | Arcidiocesi di Wellington        | Paul Martin, S.M.                |                                  |
| Palau                        | Non ha arcidiocesi metropolitane | Non ha arcidiocesi metropolitane | Non ha arcidiocesi metropolitane |
| Papua Nuova Guinea           | Arcidiocesi di Port Moresby      | cardinale John Ribat, M.S.C.     |                                  |
| Papua Nuova Guinea           | Arcidiocesi di Madang            | Anton Bal                        |                                  |
| Papua Nuova Guinea           | Arcidiocesi di Mount Hagen       | Clement Papa                     |                                  |
| Papua Nuova Guinea           | Arcidiocesi di Rabaul            | Rochus Josef Tatamai, M.S.C.     |                                  |
| Samoa                        | Arcidiocesi di Samoa-Apia        | Mosese Vitolio Tui, S.D.B.       |                                  |
| Tonga                        | Non ha arcidiocesi metropolitane | Non ha arcidiocesi metropolitane | Non ha arcidiocesi metropolitane |
| Tuvalu                       | Non ha arcidiocesi metropolitane | Non ha arcidiocesi metropolitane | Non ha arcidiocesi metropolitane |
| Vanuatu                      | Non ha arcidiocesi metropolitane | Non ha arcidiocesi metropolitane | Non ha arcidiocesi metropolitane |